# Арнольди, Владимир Митрофанович
Влади́мир Митрофа́нович Арно́льди (13 (25) июня 1871, Козлов — 22 марта 1924, Москва) — русский ботаник, морфолог и альголог.
Член-корреспондент Российской академии наук (1923). Автор первого русского руководства по альгологии «Введение в изучение низших организмов» (1901).

## Биография
В 1889 году окончил 1-ю московскую гимназию. По окончании в 1893 году курса естественного отделения физико-математического факультета Московского университета Арнольди был назначен хранителем гербария при Ботаническом саде МГУ; затем перешёл ассистентом при кафедре ботаники в Московский сельскохозяйственный институт, откуда снова осенью 1896 года перешёл на прежнюю должность, а также читал лекции в Московском университете в качестве приват-доцента.
В 1898 году сдал магистерский экзамен, а в 1899-м был командирован за границу, где работал главным образом в Мюнхене у профессора К. Гёбеля и Копенгагене у профессора Й. Варминга. По возвращении из-за границы в 1900 году защитил диссертацию на степень магистра ботаники и продолжал читать лекции.
В 1902 году состоял адъюнкт-профессором по кафедре ботаники в Институте сельского хозяйства и лесоводства в Новой Александрии.
В 1903 году перешёл на кафедру ботаники профессором в Харьковский университет, одновременно занимая должность директора Ботанического сада. Создал и возглавил харьковскую школу альгологов. Изучал индивидуальное развитие и процесс оплодотворения у разноспоровых папоротниковидных и голосеменных растений, морфологию и флору водорослей.
В 1908 году на средства Императорской Санкт-Петербургской академии наук совершил путешествие в Богорский ботанический сад (остров Ява) и на другие острова, о чём написал книгу «По островам Малайского архипелага», выдержавшую два издания (1911 и 1923).
В 1917 году организовал биологическую станцию на реке Северский Донец.
С 1919 по 1922 год — профессор Кубанского университета и Кубанского сельскохозяйственного института. Совместно с В. А. Водяницким в 1920 г. явился организатором Новороссийской биологической станции, ныне — Новороссийский учебный и научно-исследовательский морской биологический центр Кубанского государственного университета, был директором биостанции в течение двух лет, 1920—1922 гг.
С 1922 по 1924 год — профессор Московского университета, читал курс гидробиологии.
Член-корреспондент Российской академии наук с 1 декабря 1923 года (отделение физико-математических наук, по разряду биологическому (ботаника)).
Член Московского общества испытателей природы с 1897 года.
Похоронен на Пятницком кладбище.

### Вклад в науку
Арнольди разрабатывал вопросы морфологии растений и флористической альгологии.
Наиболее важными морфологическими работами Арнольди, по мнению К. Мейера и С. Липшица, являются эмбриологические исследования хвойных. Так, на основании исследования развития эндосперма, строения и расположения архегониев, пыльцевых трубок, процесса оплодотворения и развития зародыша у шести родов семейства Sequoiaceae, изложенного в магистерской диссертации «Очерк явлений истории индивидуального развития у некоторых представителей группы Sequoiaceae» (1900), Арнольди пришёл к выводу, что Sequoiaceae древнее, вымирающее семейство, «ближайшими и позднее появившимися родственниками которого являются Gnetum, Gnetum же пошёл по тому пути, который при дальнейшем развитии привёл к образованию класса покрытосеменных растений». Таким образом, через семейство Sequoiaceae, которое до Арнольди почти не было исследовано, и Gnetum можно голосеменные соединить с покрытосеменными.
В докторской диссертации «Морфологические исследования над процессом оплодотворения у некоторых голосеменных растений» (1906), носящей более цитологический характер, Арнольди изучил изменения, которые совершаются в ядре яйцеклетки во время оплодотворения, разобрал вопрос о Гофмейстеровых телах и пришёл к выводу об их ядерном происхождении, считая их особым видом хромидиального аппарата. Гофмейстеровы тела, по мнению Арнольди, «являются только наиболее развитыми, наиболее специализировавшимися образованиями, относящимися к той же области хромидиального аппарата».
По материалам, собранным во время путешествия по Малайскому архипелагу, Арнольди исследовал зародышевый мешок у представителей семейства Молочайные (Euphorbiaceae).
В последние годы жизни изучал флору водорослей и их распространение в водоёмах европейской части СССР (совместно с М. А. Алексенко): реки Воронеж и её бассейна, реки Сози и Петровских озёр (Тверская область), а также озёр Кольского полуострова. Особое внимание Арнольди уделял изучению флоры водорослей степных рек и приазовских лиманов.
Арнольди был инициатором создания Северо-Донецкой биологической станции Общества испытателей природы при Харьковском университете (на Северском Донце вблизи Змиёва; официально открыта в 1917 году, фактически — в 1912-м). Был также одним из членов-учредителей Русского палеонтологического общества (1916).
Арнольди написал первый русский учебник по альгологии — «Введение в изучение низших организмов», выдержавший три издания (первое вышло в Москве в 1901 году, второе в Харькове в 1908-м, третье, посмертное, в Москве в 1925-м).
В бытность свою профессором Харьковского университета Арнольди создал школу ботаников, преимущественно альгологов: А. А. Коршиков, Д. О. Свиренко, Я. В. Ролл, Л. И. Волков, Л. А. Шкорбатов, Н. В. Морозова-Водяницкая, Н. Т. Дедусенко, А. М. Прошкина-Лавренко.

## Признание
В честь учёного названы таксоны растений:
- анабенопсис Арнольди (Anabaenopsis arnoldii) — вид цианобактерий;
- эухеума Арнольди (Eucheuma arnoldii) — вид красных водорослей.

## Память
- 22 марта 1925 года Северо-Донецкой станции Харьковского общества испытателей природы присвоено имя профессора Владимира Митрофановича Арнольди[7].

## Семья
- Жена —  Ольга Ивановна Арнольди, урождённая Горожанкина (1873—1951),  дочь профессора ИМУ И. Н. Горожанкина. 
  - Сын — Константин Владимирович Арнольди (1901—1982), доктор наук, основатель советской мирмекологической школы
  - Сын — Лев Владимирович Арнольди (1903—1980), доктор наук, колеоптеролог.